# Longoonops
Longoonops là một chi nhện trong họ Oonopidae.